# Николич, Милан (футболист)
Ми́лан Ни́колич (серб. Милан Николић / Milan Nikolić; 30 марта 1983, Крушевац, СФРЮ) — сербский футболист, полузащитник клуба «Моравац».

## Карьера
В футбол начал играть на родине в Крушеваце. Первые тренеры — Й. Шкоро, П. Павлович. Выступал за «Напредак» и «Смедерево», «Чанша Цзиньдэ» из Китая, «Пахтакор» из Узбекистана. С 2010 по 2011 год игрок казахстанского клуба «Иртыш» из Павлодара.

## Достижения
- Серебряный призёр чемпионата Узбекистана: 2009
- Бронзовый призёр чемпионата Казахстана: 2010